# 我流
| ウィキペディアには「我流」という見出しの百科事典記事はありません（タイトルに「我流」を含むページの一覧/「我流」で始まるページの一覧）。 代わりにウィクショナリーのページ「我流」が役に立つかもしれません。 |